# Beneluxbjörnbär
Beneluxbjörnbär (Rubus lasiandrus) är en rosväxtart som beskrevs av Heinrich E. Weber. Enligt Catalogue of Life ingår Beneluxbjörnbär i släktet rubusar och familjen rosväxter, men enligt Dyntaxa är tillhörigheten istället släktet rubusar och familjen rosväxter. Arten förekommer tillfälligt i Sverige, men reproducerar sig inte. Inga underarter finns listade i Catalogue of Life.